# David Naar

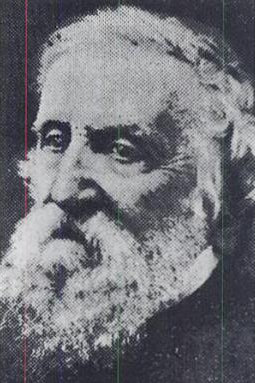
David Naar

David Naar (* 6. November 1800 in Wisconsin; † 25. Februar 1880 in Trenton, New Jersey) war ein US-amerikanischer Journalist und erster jüdischer Bürgermeister einer US-amerikanischen Stadt.

## Leben
Naar stammte aus einer aus Portugal stammenden jüdischen Familie, die 1492 aus Spanien vertrieben wurde. Nach dem Schulbesuch war er als Kaufmann auf den Westindischen Inseln tätig, ehe er mit seinen Brüdern in New York City ein Kommissions- und Provisionsgeschäft gründete, das durch ein Feuer 1835 zerstört wurde. Anschließend ließ er sich als Landwirt in Elizabethtown, dem späteren Elizabeth, nieder, wurde aber bald wegen seiner großen Belesenheit und seinen rhetorischen Fähigkeiten zu einem anerkannten öffentlichen Redner. Zwischen 1842 und 1845 war er Bürgermeister von Elizabeth. Er war damit der erste jüdischstämmige Bürgermeister der USA.
Im Rahmen der US-Präsidentschaftswahl 1844 begleitete er James Buchanan auf Wahlkampfveranstaltungen in New Jersey und wurde von diesem, nachdem Buchanan Außenminister im Kabinett von US-Präsident James K. Polk wurde, zum Konsul in Saint Thomas, einem damals bedeutenden Handelszentrum, ernannt.
Nach seiner Rückkehr 1848 war er erst wieder als öffentlicher Redner tätig und dann 1849 erneut Bürgermeister von Elizabeth, ehe er zwischen 1851 und 1852 Protokollführer der New Jersey General Assembly war. 1853 wurde er Eigentümer der in Trenton erscheinenden Tageszeitung True American, die er zu einer bedeutenden und meinungsbildenden Zeitung New Jerseys machte. 1865 war Naar, der auch bekennender Freimaurer war, zeitweise Finanzminister von New Jersey (State Treasurer).